# 우카이역 (히로시마현)
우카이역(일본어: 鵜飼駅)은 일본 히로시마현 후추시에 위치한 서일본 여객철도 후쿠엔 선의 철도역이다. 단선 승강장 1면 1선의 구조를 갖춘 지상역이다.

## 이용 현황
| 승차 인원 추이 | 승차 인원 추이 |
| 연도           | 1일 평균       |
| -------------- | -------------- |
| 1996           | 394            |
| 1997           | 406            |
| 1998           | 386            |
| 1999           | 373            |
| 2000           | 343            |
| 2001           | 331            |
| 2002           | 341            |
| 2003           | 329            |
| 2004           | 312            |
| 2005           | 297            |
| 2006           | 289            |
| 2007           | 252            |
| 2008           | 254            |
| 2009           | 250            |
| 2010           | 251            |
| 2011           | 252            |
| 2012           | 270            |
| 2013           | 311            |
| 2014           | 299            |

## 역 주변
- 후추 세무서
- 후추 간이 재판소

## 역사
- 1914년 7월 21일 : 후쿠엔 선의 전신인 료비케이벤 철도 개업 때에, 이 노선의 우카이 정류장으로서 설치.
- 1923년 1월 12일 : 정류장에서 역으로 승격해, 우카이역으로 개칭.
- 1926년 6월 26일 : 료비케이벤 철도가 료비 철도로 개칭.
- 1933년
  - 9월 1일 : 료비 철도의 료비후쿠야마 - 후추마치 간이 국유철도 후쿠엔 선으로서 국유화. 이 역도 그 소속으로 함.
  - 11월 15일 : 후쿠엔키타 선 개업에 의해, 거기까지의 후쿠엔 선이 후쿠엔미나미 선으로 개칭되어, 이 역도 그 소속으로 함.
- 1938년 7월 28일 : 후쿠야마 - 시오마치 간 전체 개통에 의해 후쿠엔미나미 선이 현행의 후쿠엔 선의 일부가 되어, 당 역도 그 소속으로 함.
- 1952년 4월 1일 : 화물 취급 폐지.
- 1970년 12월 10일 : 무인역화.
- 1987년 4월 1일 : 일본국유철도 분할 민영화에 의해, 서일본 여객철도가 승계.

## 인접 역
| 후쿠엔 선            | 후쿠엔 선   | 후쿠엔 선                   |
| -------------------- | ----------- | --------------------------- |
| 다카기 후쿠야마 방면 | ■ 후쿠엔 선 | 후추 시오마치 · 미요시 방면 |